# Alceu (filho de Héracles)
Alceu, segundo Heródoto, foi um filho de Héracles e uma escrava, cujos descendentes se tornaram reis de Sardes da dinastia heráclida.

## Vida
Alceu era filho de Héracles e uma filha do rio Iárdano. A Lídia se chamava Meônia até ser conquistada por Lidos, filho de Átis. Os descendentes de Lidos reinaram até a época de Agrão, filho de Nino, filho de Belo, filho de Alceu. Agrão obteve o reino através de um oráculo. Entre Agrão e Candaules, o poder passou de pai para filho por 22 gerações, um total de 505 anos.

## Variações da lenda
Pseudo-Apolodoro descreve o período de servidão de Héracles sob Ônfale, filha de Iardanes e viúva de Tmolo, mas não é mencionado nenhum filho durante este período. Diodoro Sículo menciona dois filhos de Héracles: Cleodeu, filho de uma escrava e Lamo, filho de Ônfale, filha de Iárdano. Segundo Pausânias, Hércules teve um filho, Tirseno, com uma mulher da lídia; Tirseno foi o inventor do trompete, e seu filho Hegéleo foi quem ensinou os dórios, com Temeno, a tocar o instrumento.